# Nectopyramis spinosa
Nectopyramis spinosa är en nässeldjursart som beskrevs av James R. Sears 1952    . Nectopyramis spinosa ingår i släktet Nectopyramis och familjen Prayidae. Inga underarter finns listade i Catalogue of Life.